# Молуккский сорочий скворец
Молуккский сорочий скворец (лат. Basilornis corythaix) — вид воробьиных птиц из семейства скворцовых. Подвидов не выделяют.

## Распространение
Эндемики индонезийского острова Серам. Живут в лесах и садах.

## Описание
Длина тела 25 см, масса 121—132 г. На голове высокий гребень из перьев; хвост клиновидный. Оперение в основном чёрное, лоб, макушка, затылок, горло и грудь с пурпурным переливом, горловые перья иногда с тонкими белыми кончиками, спина, надхвостье и брюхо с зелёными переливами. Имеется белое пятно на нижних покровах ушей и сбоку шеи и еще одно на груди; крылья коричневые, внутренняя перепонка на основных маховых перьях бледно-охристая, хвост с пурпурно-чёрным оттенком. Радужная оболочка коричневая, кожа вокруг глаз тёмная. Клюв кремового цвета, ноги жёлтые. Самцы и самки внешне неотличимы. Неполовозрелые особи не описаны.

## Биология
Рацион недостаточно изучен. Считается, что эти птицы питаются фруктами.